# George B. Rodney
George Brydges Rodney (* 2. April 1803 in Lewes, Delaware; † 18. Juni 1883 in New Castle, Delaware) war ein US-amerikanischer Politiker (Whig Party), der den Bundesstaat Delaware im US-Repräsentantenhaus vertrat.
George B. Rodney war Mitglied einer Familie, die zahlreiche bekannte Politiker hervorbrachte. Zu dieser gehörten unter anderem Caesar Rodney, Caesar A. Rodney und Thomas Rodney. Sein Vater Daniel Rodney war von 1814 bis 1817 Gouverneur von Delaware sowie kurzzeitig auch Vertreter seines Heimatstaates im US-Senat.
Im Jahr 1820 machte Rodney seinen Abschluss am Princeton College; danach arbeitete er als Notar am Kanzleigericht sowie als Beamter am Vormundschaftsgericht des Sussex County. Schließlich studierte er die Rechtswissenschaften, wurde 1828 in die Anwaltskammer aufgenommen und begann als Jurist im New Castle County zu praktizieren.
Politisch betätigte sich Rodney ab 1840, als er ins Repräsentantenhaus in Washington gewählt wurde; dabei setzte er sich mit 54 Prozent der Stimmen gegen den demokratischen Amtsinhaber Thomas Robinson durch. Dem Kongress gehörte er nach einer Wiederwahl im Jahr 1842 – diesmal mit ganzen neun Stimmen Vorsprung gegenüber dem Demokraten William H. Jones – zwischen dem 4. März 1841 und dem 3. März 1845 an. In der Folge konzentrierte er sich wieder auf seine juristische Profession. 1861 nahm er als Delegierter Delawares am Friedenskonvent in Washington teil, bei dem vergeblich versucht wurde, den drohenden Sezessionskrieg aufzuhalten.